# Диян Минков
Диян Йорданов Минков е български полицай, старши комисар от МВР.

## Биография
Диян Минков е роден на 23 август 1977 г. През 2000 г. завършва висше образование в Русенския университет „Ангел Кънчев“.
През 2004 г. постъпва на работа в системата на МВР като разузнавач в „Икономическа полиция“. През 2013 г. става ВНД началник група „Престъпления против народното стопанство“ в Икономическа полиция, а от 2014 г. е титуляр на длъжността. От 2015 до 2021 г. е началник група „Противодействие на престъпления в непроизводствената сфера“ в сектор „Противодействие на икономическата престъпност“ в ОДМВР – Разград.
На 16 март 2021 г. е временно преназначен на ръководната длъжност заместник-директор в ОДМВР – Разград със заповед № 8121К-5110 на министъра на вътрешните работи Христо Терзийски от третото правителство на ГЕРБ. От 4 юни 2021 г. със заповед на министър Бойко Рашков е временно преназначен на длъжност „Директор ІІІ степен“ на ОДМВР – Разград. От август 2023 г. е презначен в звеното за подпомагане на министъра на вътрешните работи.